# Frédéric Tissot
Frédéric Tissot est un médecin généraliste et diplomate français né en Algérie française en 1951.

## Biographie
Il est rapatrié de Blida avec sa famille en 1962. Son père, tisserand, s'établit dans la banlieue lyonnaise. Après son service militaire qu'il effectue en tant que VSNA coopérant au Maroc en 1979, il revient dans ce pays en 1983 et y dirige un centre de santé rural dans la vallée des Aït Bouguemez (ar) pendant cinq ans,.
À l'occasion d'une mission courte pour l'Aide médicale internationale (AMI), il découvre le Kurdistan iranien. En 1981, il rencontre le docteur Abdul Rahman Ghassemlou, secrétaire général du Parti démocratique du Kurdistan d’Iran, qui vit alors dans la clandestinité. Cette rencontre fondatrice le conduira à militer pour la cause kurde et à multiplier les missions dans cette région du monde. En juin 1984, il est envoyé au Kurdistan irakien par l'AMI et y rencontre Bernard Kouchner.
Le 12 juillet 2006, il est victime d'un grave accident à Port-au-Prince, capitale de Haïti. Un arc électrique consécutif à un accident sur une ligne à haute tension le projette en l'air, il se brise la colonne vertébrale en retombant. Il se déplace depuis lors en fauteuil roulant.
En 2007, Bernard Kouchner, devenu ministre des Affaires étrangères sous la présidence de Nicolas Sarkozy, le nomme consul général à Erbil au Kurdistan irakien, c'est le premier consul de la France dans cette région dont l'autonomie est reconnue depuis 2005. Il reste en poste jusqu'en août 2012,.
Il est chargé d'enseignement à la Paris School of International Affairs de l'Institut d'études politiques de Paris.
En 2014, après l'invasion d'une partie de l'Irak (en) par l'Etat Islamique, il a l'idée de la création d'une radio pour les déplacés. Il l'évoque à son ami l'homme d'affaires Hugues Dewavrin. Cependant ils n'ont ni les compétences, ni les financements, ni les ressources humaines. Ils rencontrent l'entrepreneur social Jean-Christophe Crespel, qui va alors donner naissance à Radio Al-Salam, la radio de la Paix, basée à Erbil.